# Lecaniodiscus cupanioides
Espèce
Lecaniodiscus cupanioides est une espèce de plantes de la famille des Sapindaceae et du genre Lecaniodiscus, présente en Afrique tropicale.

## Description
C'est un arbuste ou petit arbre à couronne étalée, dont la hauteur peut atteindre 12 m, voire davantage. Le diamètre du fût est d'environ 10 cm. Les fleurs sont d'un jaune verdâtre ou blanchâtres, parfumées,. 

## Distribution
L'espèce est présente en Afrique tropicale, de Sierra Leone au Soudan, également vers le sud, au nord de l'Angola, au sud de la république démocratique du Congo et en Ouganda.  

## Habitat
On la rencontre dans les sous-bois, les îlots forestiers dans la savane,. 

## Utilisation
L'espèce connaît de multiples utilisations en médecine traditionnelle, souvent confirmées par des travaux scientifiques sur leurs composants actifs.

Sous forme d'inhalation, l'écorce est employée pour traiter les maux de tête, la sinusite, l'otite, les affections oculaires ou auditives. En décoction, on en fait des applications pour soulager les douleurs dans la poitrine, la bronchite, la pleurésie, les douleurs rénales. On traite le prurit avec des frictions d'écorce écrasée.

Les feuilles sont réputées antibactériennes, rubéfiantes. On les applique sur des furoncles, des contusions, mais sont susceptibles de provoquer des brûlures si on les laisse en place trop longtemps. Les fruits sont considérés comme anthelminthiques.